# Castanea neglecta
Castanea neglecta là một loài thực vật có hoa trong họ Fagaceae. Loài này được Dode mô tả khoa học đầu tiên năm 1908.